# Jeroen Tel
Jeroen Tel, född den 19 maj 1972, är en musiker från Nederländerna. 
Tel är mest känd för den datorspelsmusik han har gjort till hemdatorn Commodore 64. Bland annat har han gjort musiken till Rubicon (tillsammans med Reyn Ouwehand) och Cybernoid.